# Lotte van Beek
Charlotte Willemijn „Lotte“ van Beek (* 9. Dezember 1991 in Zwolle) ist eine niederländische Eisschnellläuferin.

## Werdegang
Van Beek erreichte 2010 ihre ersten internationalen Erfolge. Bei der Junioren-WM in Moskau gewinnt sie fünfmal Gold und eine Silbermedaille. Ein Jahr später im finnischen Seinäjoki gewann sie lediglich eine Bronzemedaille im Vierkampf. Im November 2012 debütierte van Beek im Weltcup. Beim Weltcup-Finale in Heerenveen gelang ihr dabei mit dem zweiten Platz über 1500 Meter ihre bis dahin beste Platzierung. Bei den Einzelstrecken-WM 2013 in Sotschi gewann sie Silber über 1500 Meter, nachdem sie wenige Wochen zuvor bei der Mehrkampf-WM im norwegischen Hamar als Siebente ein gutes Top-10-Resultat einfuhr. In die Saison 2013/14 startete van Beek mit zwei Siegen in Calgary. Neben ihrem Einzelsieg über 1500 Meter war sie auch mit dem Team erfolgreich.
Bei den Olympischen Winterspielen 2014 in Sotschi gewann van Beek gemeinsam mit Ireen Wüst, Jorien ter Mors und Marrit Leenstra Gold in der Teamverfolgung. Zudem musste sie sich über 1500 Meter nur ihren Teamkolleginnen Wüst und ter Mors geschlagen geben und sicherte sich Bronze. Über die 1000 Meter, bei denen auch zwei ihrer Teamkolleginnen Medaillen gewannen, wurde sie am Ende Fünfte. Beim Sprint über 500 Meter belegte sie am Ende den 16. Platz. Wenig später beendete van Beek die Weltcup-Saison auf dem zweiten Gesamtrang hinter Ireen Wüst. In der folgenden Saison gelang ihr in der Gesamtwertung in keiner Disziplin eine Top-10-Platzierung. Auch 2015/16 verpasste sie Top-Platzierungen deutlich. Erst in den Jahren 2016/17 und 2017/18 gelang ihr mit dem vierten Rang in der Grand-Weltcup-Wertung der Sprung zurück in die Weltspitze.
Bei den Olympischen Winterspielen 2018 in Pyeongchang gewann van Beek mit dem Team die Silbermedaille. Über die 1500 Meter musste sie sich trotz Saisonbestleistung nur um 0,01 Sekunden ihrer Teamkollegin Marrit Leenstra geschlagen geben und wurde am Ende Vierte. Im Sprint erreichte van Beek lediglich Platz 23.
Bei den Eisschnelllauf-Europameisterschaften 2018 in Kolomna gewann van Beek über 1500 Meter sowie in der Teamverfolgung mit Melissa Wijfje und Marrit Leenstra zwei Goldmedaillen.
Für die Europameisterschaften sowie die Weltmeisterschaften 2019 konnte sich van Beek mit nur schwachen Ergebnissen in den Ausscheidungswettbewerben der Niederländer nicht qualifizieren. Wenig später wurde sie durch den Nationaltrainer Jan Coopmans zwar für Teamsprint und Teamverfolgung bei der Einzelstrecken-WM 2019 in Inzell nominiert, kam dort jedoch nicht zum Einsatz. Trotz dieser persönlichen Niederlage reiste van Beek im Februar 2019 zum Weltcup nach Hamar. Dort gelang ihr nach einem zweiten Platz über ihre Paradestrecke 1500 Meter der dritte Platz über 1000 Meter. Wenig später wurde sie beim Saisonfinale in Salt Lake City über ihre Lieblingsdistanz noch einmal Siebente. Im Gesamtweltcup kam sie dabei jedoch nicht über den 14. Platz hinaus.

## Eisschnelllauf-Weltcup-Platzierungen
Die Tabelle zeigt die erreichten Platzierungen im Eisschnelllauf-Weltcup.
- Platz 1.–3.: Anzahl der Podiumsplatzierungen
- Top 10: Anzahl der Platzierungen unter den ersten zehn

| Platzierung                | 100 m | 500 m | 1000 m | 1500 m | 3000 m | 5000 m | 10.000 m | Team | Gesamt |
| -------------------------- | ----- | ----- | ------ | ------ | ------ | ------ | -------- | ---- | ------ |
| 1. Platz                   |       |       |        | 1      |        |        |          | 2    | 3      |
| 2. Platz                   |       |       | 1      | 4      |        |        |          | 4    | 9      |
| 3. Platz                   |       |       | 5      | 5      |        |        |          |      | 10     |
| Top 10                     |       |       | 12     | 18     |        |        |          | 10   | 40     |
| Stand: Ende Saison 2018/19 |       |       |        |        |        |        |          |      |        |